# Mã đề hương
Mã đề hương (danh pháp khoa học: Saruma henryi; chữ Hán: 馬蹄香/马蹄香) là một loài thực vật thuộc họ Aristolochiaceae. Đây là loài đặc hữu của Trung Quốc. Phân bố: Các khu rừng rậm, thung lũng, bờ suối; ở cao độ 600-1.000 m trong các tỉnh Cam Túc, Quý Châu, Hồ Bắc, Giang Tây, Thiểm Tây, Tứ Xuyên.

## Hình ảnh

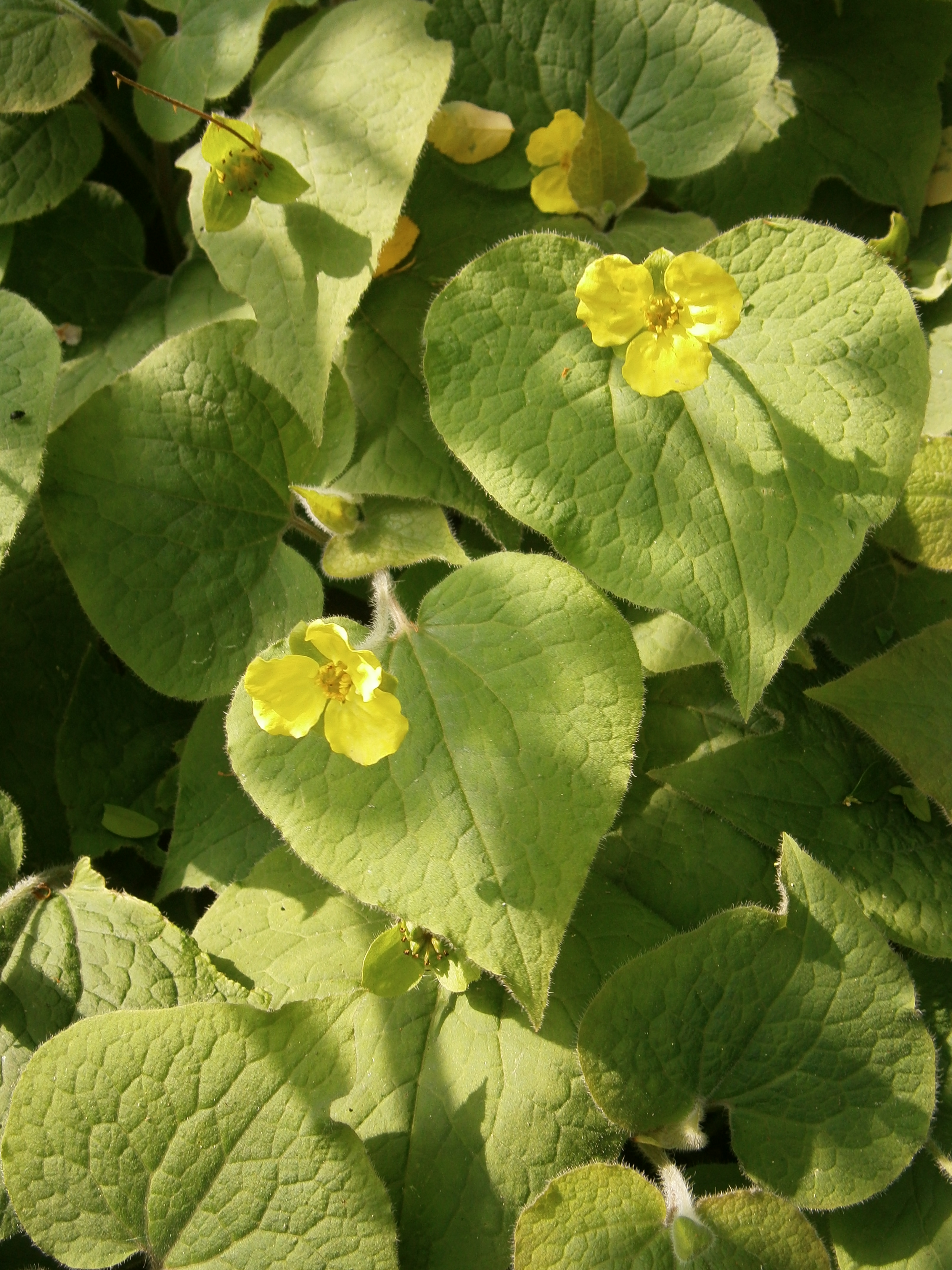
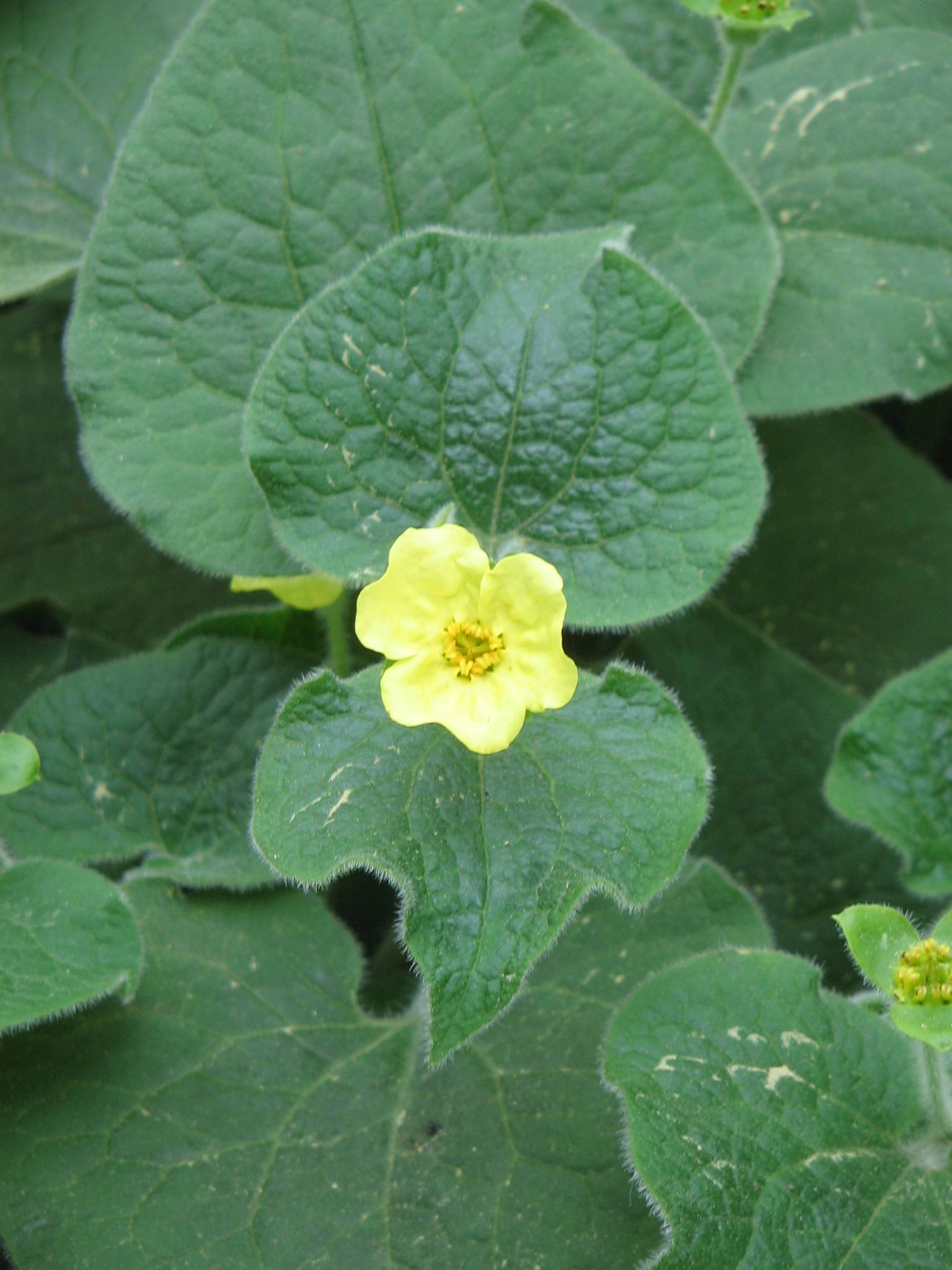
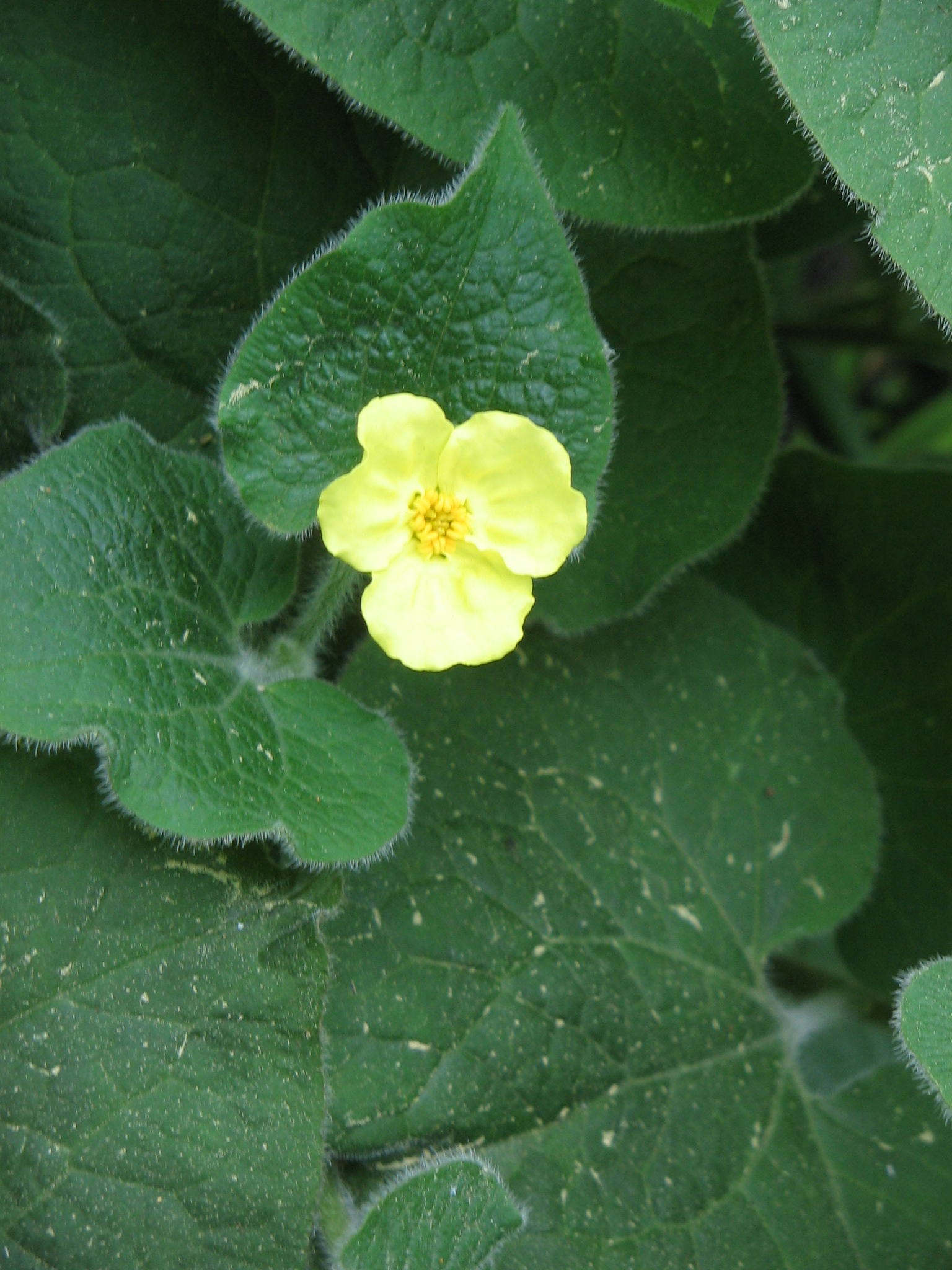
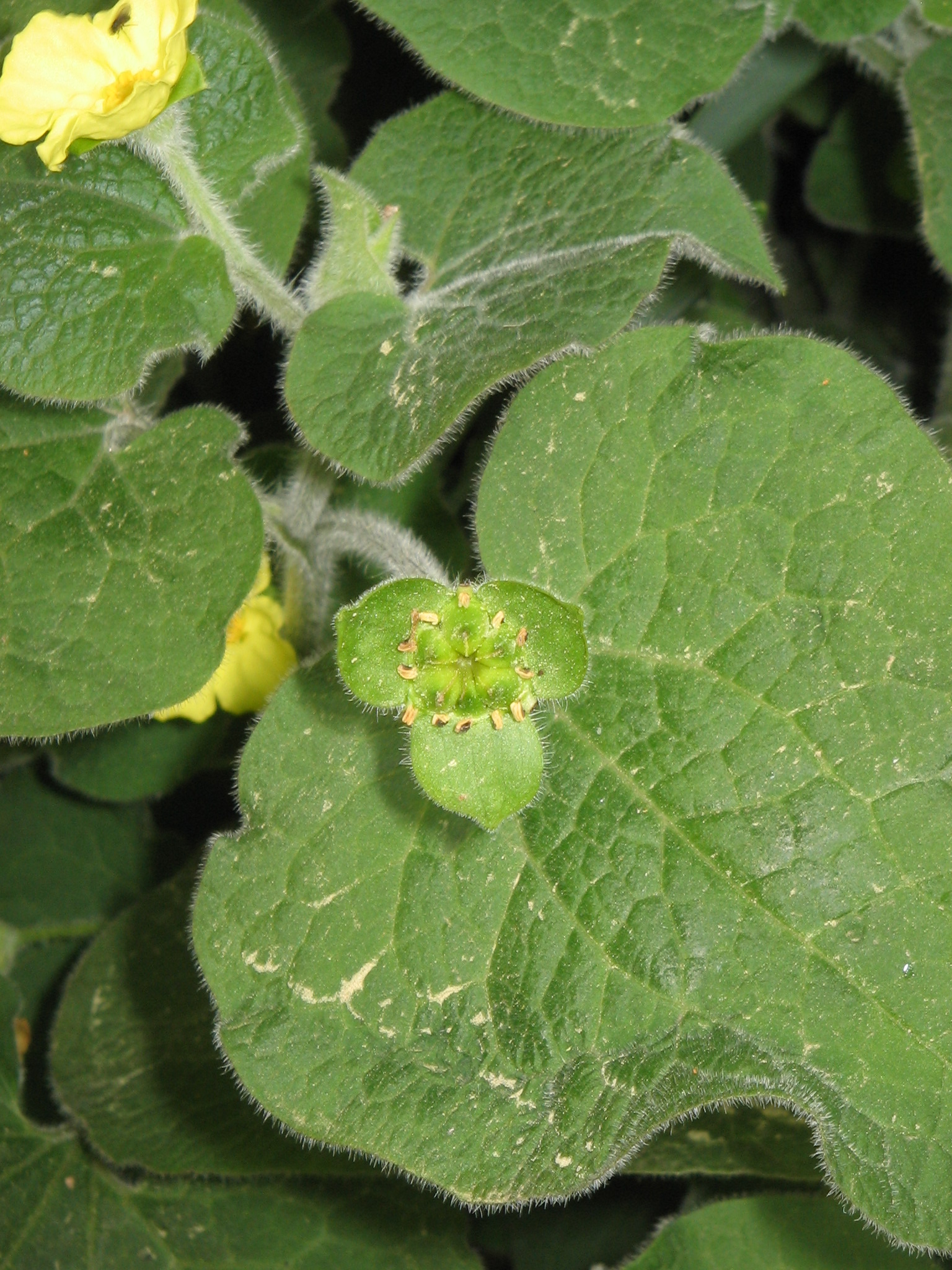
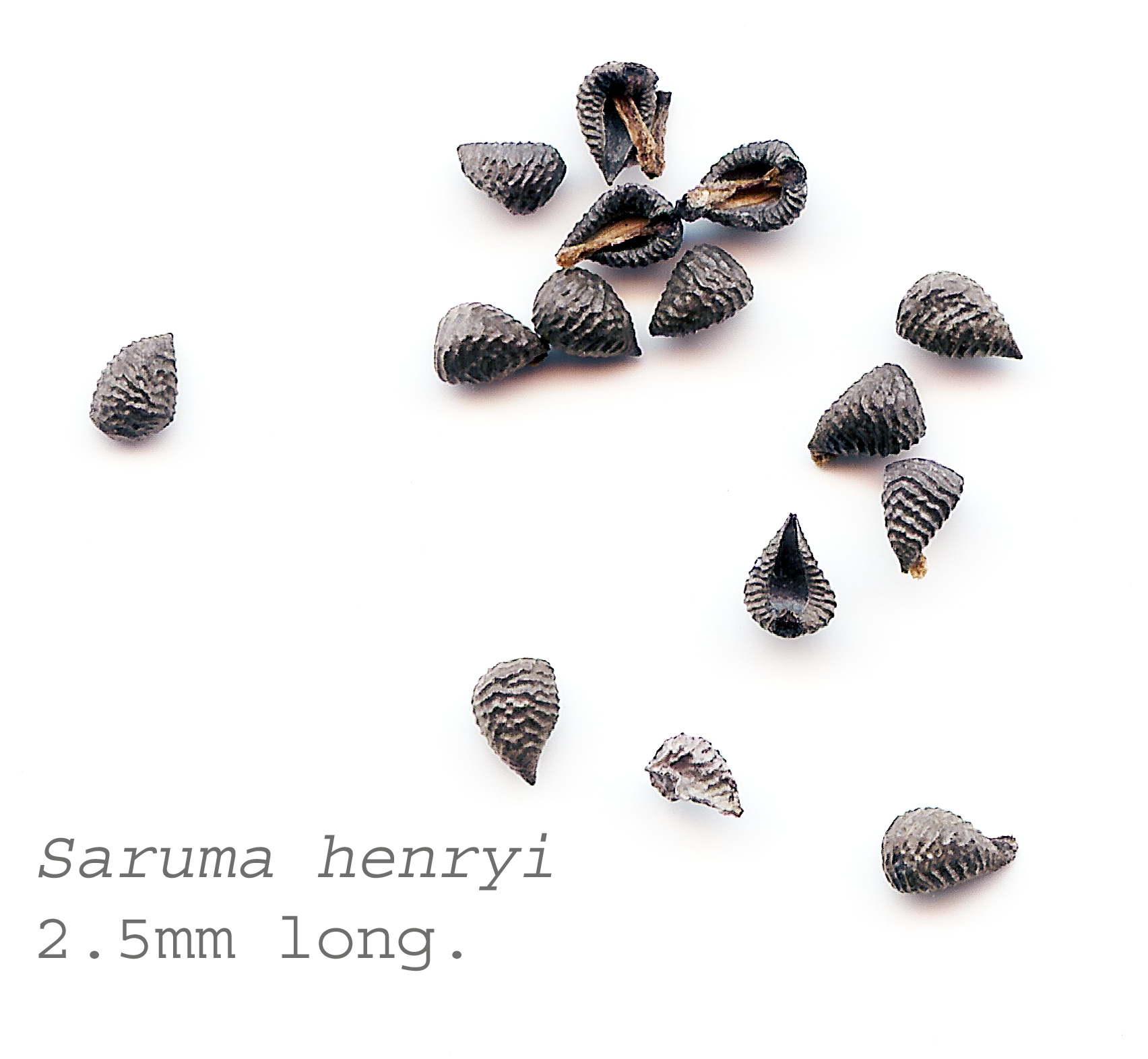
Hạt.